# Michael Tichy
Michael Tichy (1981) è un ex sciatore alpino canadese.

## Biografia
Tichy, slalomista puro, in Nor-Am Cup esordì il 18 dicembre 1996 ad Attitash senza completare la prova, conquistò un podio, la vittoria del 12 marzo 1999 a Georgian Peaks, e prese per l'ultima volta il via il 17 marzo 2007 a Panorama, senza completare la prova. Si ritirò durante la stagione 2009-2010 e la sua ultima gara fu uno slalom speciale FIS disputato il 28 febbraio a La Crosse; non debuttò in Coppa del Mondo né prese parte a rassegne olimpiche o iridate.

## Palmarès

### Nor-Am Cup
- Miglior piazzamento in classifica generale: 41º nel 2003
- 1 podio:
  - 1 vittoria

#### Nor-Am Cup - vittorie
| Data          | Località       | Paese  | Specialità |
| ------------- | -------------- | ------ | ---------- |
| 12 marzo 1999 | Georgian Peaks | Canada | SL         |

Legenda:

SL = slalom speciale

### Campionati canadesi
- 1 medaglia:
  - 1 oro (slalom speciale nel 2000)